# Perm-Trias-massa-extinctie
De Perm-Trias-massa-extinctie was een zeer grote massa-extinctie van plant- en diersoorten die ca. 251 miljoen jaar geleden plaatsvond, bij de overgang van het Perm naar het Trias. Er zijn in de geschiedenis van de Aarde meerdere grootschalige extincties bekend, waarvan de Perm-Trias-massa-extinctie de grootste is.

## Statistieken
95% van alle in zee levende soorten en ongeveer 70% van de gewervelde landdieren stierf uit bij de Perm-Trias-overgang. Het is daarnaast de enige keer dat ook de insecten op grote schaal uitstierven; ca. een derde van alle insectensoorten verdween tijdens de Perm-Trias-massa-extinctie.
Tegenwoordig wordt aangenomen dat deze uitstervingsgolf zich binnen naar geologische maatstaven zeer korte tijd (ca. 1 miljoen jaar) voltrokken heeft. In Groenland zijn ook bewijzen gevonden voor een minder hevige uitstervingsgolf, 9 miljoen jaar eerder. Door die extra gebeurtenis kon men tot voor kort denken dat het om een veel langduriger proces ging. Tegenwoordig weet men echter dat deze extinctiegolf een geheel eigen massa-extinctie was die niets te maken had met de extinctie die op het einde van het Perm volgde.

## Mogelijke verklaringen
Voor de massa-extinctie zijn verschillende mogelijke oorzaken genoemd:
- Platentektoniek. Ten tijde van de massa-extinctie waren alle continenten net verenigd in Pangea. Er waren daardoor veel minder ondiepe zeeën en de daarop aangewezen organismen kregen er veel concurrentie bij. Tegen deze verklaring wordt het bezwaar ingebracht dat Pangea tijdens de extinctie al te lang bestond.
- Een inslag op Antarctica. In 2006 werd de ontdekking bekendgemaakt van een inslagkrater op Antarctica, de Wilkeslandkrater. Deze krater is meer dan twee keer zo groot als de Chicxulubkrater op het schiereiland Yucatán, die in verband wordt gebracht met de massa-extinctie aan de Krijt-Paleogeengrens, waarbij onder andere vele dinosauriërsoorten uitstierven.
- Een supernova-uitbarsting of gammaflits. Een supernova-uitbarsting op een afstand van minder dan 10 parsec (ruim 30 lichtjaar) zou de ozonlaag volkomen kunnen vernietigen, waarna het leven op aarde jarenlang blootgesteld zou zijn aan ultraviolette straling. Alleen diepzeeorganismen zouden daar zonder veel schade doorheen komen, de rest zou als gevolg van die blootstelling grotendeels uitsterven. Op grond van statistische overwegingen is een dergelijke supernova rond de Perm-Triasovergang mogelijk. Een gammaflits op een afstand van ongeveer 6000 lichtjaar zou hetzelfde effect kunnen hebben.
- Vulkanische activiteit in Siberië. De Perm-Triasovergang werd gekenmerkt door intensief vulkanisme. In deze periode ontstonden de Siberische Trappen, een 200.000 km² groot basaltplateau of LIP, letterlijk het uitvloeisel van de omvangrijkste vulkanische activiteit uit de geschiedenis van de aarde. Als gevolg van dit vulkanisme kan het klimaat voldoende veranderd zijn om een massa-extinctie teweeg te brengen.
- Waterstofsulfide in de dampkring. Weer een andere hypothese luidt dat koud water bij de polen zoveel zuurstof oploste dat er een tekort aan zuurstof in het zeewater ontstond waardoor anaerobe bacteriën de overhand kregen en de atmosfeer gingen verrijken met methaan en waterstofsulfide. De laatste stof is dodelijk voor landplanten en beide tasten de ozonlaag aan.

De theorie van de vulkanische activiteit in Siberië wordt academisch het meeste gedragen, al wordt niet uitgesloten dat een combinatie van intensief vulkanisme met een van de bovenstaande oorzaken ervoor zorgde dat deze extinctie zo krachtig is geworden.